# Chuvashia Airlines
Chuvashia Airlines (Russisch: Авиалинии Чувашии, Tsjoevasjisch: Чӑваш авиалинисем) was een Russische luchtvaartmaatschappij met haar thuisbasis in Tsjeboksary. De vluchtuitvoering stopte in 2009

## Geschiedenis
Chuvashia Airlines is opgericht in 1993 onder de naam Cheboksary Air Enterprise als opvolger van Aeroflots Cheboksary divisie.
In 2004 werd de naam gewijzigd in Chuvashia Airlines.

## Vloot
De vloot van Chuvashia Airlines bestond uit: (nov.2006)
- 2 Tupolev TU-134A
- 1 Antonov AN-24RV